# توماس جولدهامر
توماس جولدهامر (بالدنماركية: Thomas Guldhammer)‏ هو دراج دنماركي، ولد في 31 يوليو 1987 في فايله في الدنمارك.

## وصلات خارجية
- توماس جولدهامر على موقع الاتحاد الدولي للدراجات (الإنجليزية)
- توماس جولدهامر على موقع أرشيف الدراجات (الإنجليزية)
- توماس جولدهامر على موقع إحصائيات الدراجات الإحترافية (الإنجليزية)